# Barbara Myerhoff

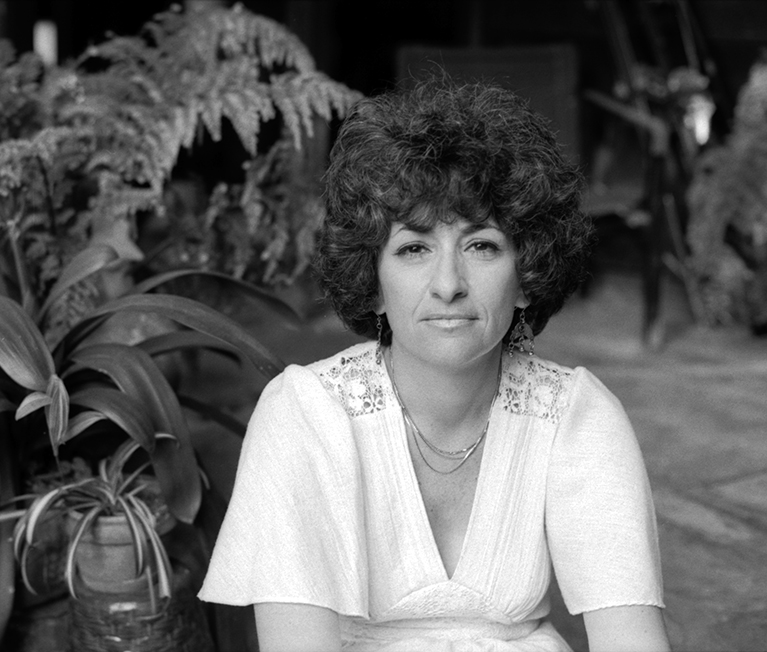
Barbara Myerhoff (1978)

Barbara Gay Siegel Myerhoff (geboren am 16. Februar 1935 in Cleveland, Ohio; gestorben am 7. Januar 1985) war eine US-amerikanische Ethnologin und Dokumentarfilmerin. Sie wurde bekannt durch ihre Forschungen über die Huicholen in Mexiko, über jüdische Gemeinden im Großraum Los Angeles sowie für ihre Dokumentation der jüdischen Religion aus der Perspektive von Frauen. Sie war eine Pionierin des Ansatzes in der Anthropologie, die eigene statt fremder Kulturen zu erforschen. Ihr Dokumentarfilm Number Our Days wurde mit einem Oscar ausgezeichnet.

## Leben und Werk
Barbara Myerhoff wuchs bei ihrer Mutter Florence Siegel und ihrem Stiefvater Norman Siegel in Cleveland und Los Angeles auf. Sie studierte Soziologie an der University of California, Los Angeles, wo sie 1958 ihren Bachelor-Abschluss machte. Ihren Master-Abschluss machte sie 1963 an der University of Chicago, bevor sie nach Los Angeles zurückkehrte und an der University of California ein Promotionsstudium in Anthropologie begann. Sie schloss es 1968 mit ihrer Arbeit über Rituale der Huicholen ab. Im selben Jahr übernahm sie eine Stelle am Institut für Anthropologie der University of Southern California und lehrte dort bis zu ihrem Tod. Von 1976 bis 1980 leitete sie das Institut.
1974 veröffentlichte Myerhoff ihre Arbeit über die Huicholen als Buch. Es wurde als herausragende Forschungsarbeit gewürdigt und war 1976 für den National Book Award nominiert. Gleichzeitig wuchs die Kritik indigener Gruppen innerhalb und außerhalb der USA an dem anthropologischen Ansatz, den auch Myerhoff bis dahin verfolgt hatte. Die Teilnahme am kulturellen Leben ethnischer Minderheiten, um diese aus der Perspektive der Mehrheitsgesellschaft zu erforschen, sei ein Eindringen in deren Kultur und habe oft zur Folge, diese Bevölkerungsgruppen zu exotisieren und damit weiter an den Rand zu drängen. Myerhoff nahm diese Kritik ernst. Sie erkannte, dass das zentrale Thema ihres Buches – die Rolle von Ritualen für die Selbstbehauptung einer Minderheitskultur – sich auch auf ihre eigene Kultur anwenden ließ: die jüdischen Gemeinden amerikanischer Großstädte. So entwickelte sie ein Forschungsprojekt zu älteren Menschen in einem jüdischen Gemeindezentrum im Stadtteil Venice. Weder das amerikanische Judentum noch ältere Menschen noch die Stadtbevölkerung im Allgemeinen waren bis dahin ein verbreitetes Forschungsthema in der Anthropologie gewesen. Mit der Kombination aller drei Gruppen beschritt Myerhoff neue Wege in ihrem Fach. Sie untersuchte, wie die Gemeinschaft sowohl traditionelle als auch neu erfundene Rituale nutzte, um von der amerikanischen Mehrheitsgesellschaft anerkannt zu werden.
Mit der Regisseurin Lynne Littman drehte Myerhoff den Dokumentarfilm Number Our Days über ihre Arbeit im jüdischen Gemeindezentrum von Venice. Er wurde bei der Oscarverleihung 1977 als bester Bester Dokumentar-Kurzfilm ausgezeichnet. Myerhoffs Buch, das ein Jahr später unter demselben Titel erschien, wurde sowohl in der Fachwelt als auch von einem breiteren Publikum beachtet. Die New York Times und Psychology Today führten das Buch 1979 in ihrer Liste der zehn besten Bücher aus den Sozialwissenschaften. Ein Kapitel des Buches wurde mit dem Pushcart Prize ausgezeichnet. 1980 ehrte die Vereinigung Jewish War Veterans of America Barbara Myerhoff als Woman of the Year. Ein auf dem Buch und Film basierendes Theaterstück wurde 1981 im Mark Taper Forum in Los Angeles aufgeführt.
Myerhoffs nächstes Forschungsprojekt konzentrierte sich ebenfalls auf die jüdische Bevölkerung von Los Angeles. Diesmal untersuchte sie private Aspekte der jüdischen Religion. Im Gegensatz zu den bis dahin bekannten wissenschaftlichen Betrachtungen des Judentums, die von den „offiziellen“, von Männern dominierten religiösen Praktiken ausgingen, rückte Myerhoff jüdische Frauen und ihre religiösen Rituale innerhalb der Familie in den Mittelpunkt. Ein Schwerpunkt ihrer Studie waren wiederum ältere Jüdinnen und jüdische Migrantinnen. Ihre Forschungen beeinflussten den sich um diese Zeit entwickelnden jüdischen Feminismus und die Frauenbewegung im Allgemeinen.
Als Nächstes wandte sich Myerhoff dem Studium der jüdischen Gemeinde im Fairfax District in Los Angeles zu. An der University of Southern California rief Myerhoff ein Projekt zur visuellen Anthropologie ins Leben, aus dem das USC Center for Visual Anthropology hervorging.
Gemeinsam mit Lynn Littman und Vikram Jayanti produzierte sie eine zweite Dokumentation. Der persönliche Film dokumentiert Myerhoffs Kampf mit ihrer Krebserkrankung während ihrer Recherchen im Fairfax District. Das Forschungsprojekt konnte Myerhoff nicht mehr zu Ende führen. Sie starb kurz vor ihrem 50. Geburtstag. Ihr letzter Film erschien unter dem Titel In Her Own Time. Er wurde auf dem Sundance Film Festival 1986 für den Großen Preis der Jury nominiert.
Barbara Myerhoff war von 1954 bis 1982 mit Lee Myerhoff verheiratet. 1968 kam ihr Sohn Nicholas zur Welt, 1971 ihr zweiter Sohn Matthew.

## Schriften (Auswahl)
- Malcolm W. Klein, Barbara G. Myerhoff (Hrsg.): Juvenile Gangs in Context. Theory, Research, and Action. Prentice-Hall Englewood Cliffs 1967.
- Peyote Hunt. The Sacred Journey of the Huichol Indians. Cornell University Press, Ithaca 1974.
- Sally Falk Moore, Barbara G. Myerhoff (Hrsg.): Symbol and Politics in Communal Ideology. Cases and Questions. Cornell University Press, Ithaca 1975.
- Sally Falk Moore, Barbara G. Myerhoff (Hrsg.): Secular Ritual. Van Gorcum, Assen 1977.
- Number our Days. Dutton, New York 1978.
- Bobbes and Zeydes. Old and New Roles for Elderly Jews. In: Judith Hoch-Smith, Anita Springs (Hrsg.): Women in Ritual and Symbolic Roles. Plenum Press, New York 1978.
- Barbara G. Myerhoff, Andrei Simić (Hrsg.): Life’s Career – Aging. Cultural Variations on Growing Old. Sage Publications, Beverly Hills 1978.
- Virginia Tufte, Barbara G. Myerhoff (Hrsg.): Changing Images of the Family. Yale University Press, New Haven 1979.
- Elinor Lenz, Barbara G. Myerhoff (Hrsg.): The Feminization of America. How Women’s Values are Changing Our Public and Private Lives. St. Martin’s Press, New York 1985.
- Barbara G. Myerhoff, Marc Kaminsky (Hrsg.): Remembered Lives. The Work of Ritual, Storytelling, and Growing Older. University of Michigan Press, Ann Arbor 1992.

## Filmografie
- 1976: Number Our Days (Drehbuch und Produzentin)
- 1981: Odyssey: The Three Worlds of Bali (Drehbuch)
- 1985: In Her Own Time (Produzentin)